# Maria Vittoria Cusumano
Maria Vittoria Cusumano, también conocida como Mary, (Bonn, Alemania, 1991) es una activista italiana, embajadora de Komen Italia y fundadora de la revista de moda MVC.

## Biografía
Maria Vittoria Cusumano nació en Bonn (Alemania), en 1991. Tiene tres hermanas. Ella fue a la escuela secundaria clásica en Villa Flaminia.  Tiene una licenciatura en derecho y una maestría en Genética Forense.

## Premios
En 2017 María recibió el Premio de Profesiones de Carrera y Moda con motivo del Rome Fashion White por su colaboración en la Semana de la Moda de Milán.